# فیرهوپ (آلاباما)
فیرهوپ (به انگلیسی: Fairhope) شهری در شهرستان بالدوین ایالت آلاباما است که مساحت آن ۳۱٫۲۷ کیلومتر مربع است و در سرشماری سال ۲۰۱۰ میلادی، ۱۵٬۳۲۶ نفر جمعیت داشته و تراکم جمعیتی آن، ۴۹۰٫۱۲ نفر در هر کیلومتر مربع بوده است.